# Irga czarna

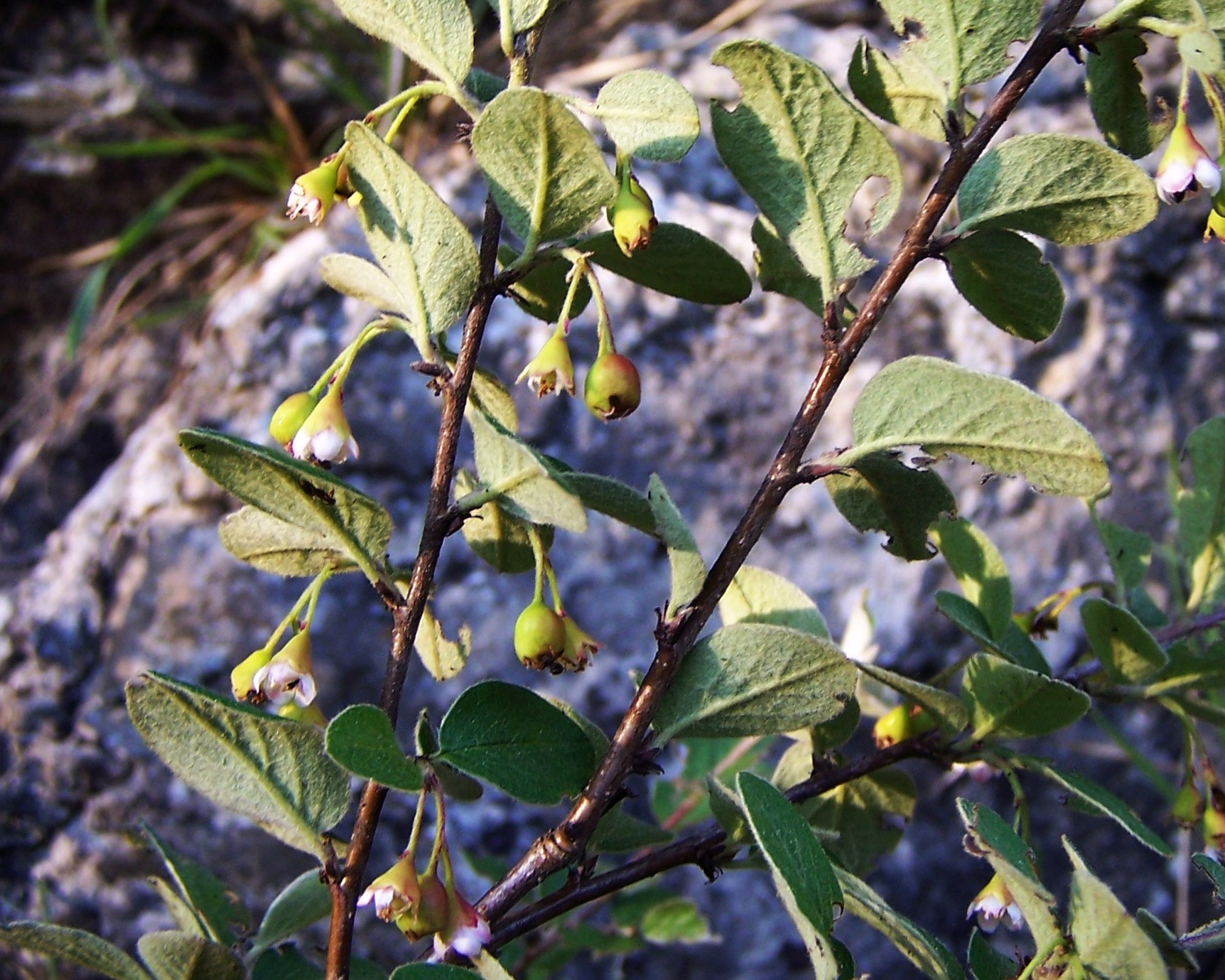
Pęd z owocami

Irga czarna (Cotoneaster melanocarpus Fisch. ex A.Blytt) – gatunek krzewu z rodziny różowatych.

## Nazewnictwo
- W polskiej literaturze fachowej funkcjonuje nazwa naukowa Cotoneaster niger (Wahlb.) Fr[4][5].
- Według nowszych ujęć taksonomicznych prawidłowa nazwa gatunku to Cotoneaster melanocarpus Fisch. ex A.Blyt. Synonimy[3]:
  - Cotoneaster niger (Wahlb.) Fr.
  - Cotoneaster orientalis A. Kern.
  - Cotoneaster peduncularis Boiss.
  - Cotoneaster vulgaris var. melanocarpus (Lodd., G. Lodd. & W. Lodd.) Ledeb.
  - Mespilus cotoneaster var. niger Wahlb.

## Rozmieszczenie geograficzne
Zwarty obszar zasięgu obejmuje północną, wschodnią i środkową część Europy oraz część Azji. W Polsce w stanie dzikim występuje tylko w Karpatach i na Wyżynie Krakowsko-Częstochowskiej. Stanowiska na Pomorzu są pochodzenia synantropijnego. W polskich Karpatach najliczniej występuje w Pieninach (stanowiska: Zamczysko, Trzy Korony, Szafranówka, Rabsztyn, Przełom Białki pod Krempachami, Pod Ociemne, Niedzica, Falsztyn, Macelak, Łaźne Skały, Goła Góra, Czorsztyn, Cisowce, Bystrzyk i Kacze). W Tatrach stwierdzono występowanie na 2 stanowiskach (Dolina Waksmundzka i Łysa Skałka), ponadto po 1 stanowisku w Gorcach (w Paśmie Lubania), Beskidzie Sądeckim (ruiny Zamku w Muszynie) i w Beskidzie Wyspowym (na Białowodzkiej Górze).

## Morfologia
PokrójProsty, szeroki krzew liściasty od 0,5 do 5 m wysokości. Ma ciemnoszare pędy wzniesione do góry, za młodu owłosione.
LiściePojedyncze, całobrzegie, jajowatookrągławe o długości do 5 cm. Są matowe, pod spodem białawo kutnerowate, tępe lub zaostrzone.
KwiatyDrobne, różowawe, zebrane w skąpokwiatowe krótkie grona liczące zwykle od 1-3, ale czasami aż do 15 kwiatów. Dno kwiatowe jest na zewnątrz nagie. Działki kielicha są owłosione wełnisto, ale tylko na szczycie. Płatki korony są jasnoróżowe i mają krótki paznokieć.
OwoceDrobne, jabłkowate, niemal kuliste, czarne, wewnątrz mączyste. Są najważniejszą cechą rozpoznawczą tego gatunku. Bez owoców rozpoznawanie jest trudne.

## Biologia i ekologia
Nanofanerofit. Gatunek subkontynentalny. Lubi stanowiska kamieniste, słoneczne o glebach przepuszczalnych ubogich, lekkich, zasobnych w próchnicę. Umiarkowanie chłodne lub umiarkowanie ciepłe warunki klimatyczne. W klasyfikacji zbiorowisk roślinnych, gatunek charakterystyczny dla związku Berberidion. Liczba chromosomów 2n = 51, 68.